# Борков, Пётр Николаевич
Пётр Николаевич Борков (1 мая 1919, Бородулиха, Алтайская губерния — 25 июня 1981, Бородулиха, Семипалатинская область) — командир расчёта 120-мм миномёта 597-го стрелкового полка (207-я стрелковая дивизия, 3-я ударная армия), старший сержант, полный кавалер Ордена Славы (1944, 1945, 1946).

## Биография
Борков Пётр Николаевич родился в русской крестьянской семье в селе Бородулиха Алтайской губернии (ныне это село Бородулихинского района Восточно-Казахстанской области).
Окончил 8 классов неполной средней школы, после чего с 15 летнего возраста трудился в местном колхозе.
В ряды Красной Армии (РККА) призван в 1940 году; с января 1942 года — на фронтах Великой Отечественной войны.
- Командир расчёта 120-мм миномёта 597-го стрелкового полка (207-я стрелковая дивизия, 3-я ударная армия, 2-й Прибалтийский фронт) старший сержант Борков с расчётом 13.07.1944 при форсировании р. Великая в районе сёл Бахарево и Лобово (20 км южнее города Опочка Псковской области) миномётным огнём прикрывал переправу стрелковых подразделений, подавил 3 огневые точки и поразил свыше 10 солдат противника. 18 августа 1944 года награждён орденом Славы 3 степени.
- 29-31.10.1944 г. П. Н. Борков в наступательных боях у с. Авикне (Добельский р-н, Латвия) огнём из миномёта истребил много вражеской пехоты. Был ранен, но не покинул поля боя. 15 января 1945 г. награждён орденом Славы 2 степени.
- Командир миномётного расчёта тех же полка, дивизия и армии (1-й Белорусский фронт) П. Н. Борков 22-30.04.1945 г. в боях за Берлин уничтожил 5 огневых точек и до взвода гитлеровцев. 15 мая 1946 г. награждён орденом Славы 1 степени.

В 1946 году был демобилизован из рядов Советской армии. Вернулся в родное село, работал техником-смотрителем на комбинате коммунальных предприятий, затем — главным инженером Бородулихинского отдела райгаза.
Член КПСС с 1944 года. Ветеран труда СССР (1979).
Умер на 63-м году жизни летом 1981 года и был похоронен с воинскими почестями в родном селе Бородулиха.

## Награды
- орден Славы 1-й (15.5.1946), 2-й (15.1.1945) и 3-й (18.8.1944) степеней
- медали, в том числе:
  - «За отвагу»[1].